# Осадчий Ян Сергійович
Ян Сергійович Осадчий (нар. 1 січня 1994, Суми, Україна) — український футболіст, правий захисник долинського «Альянсу».

## Життєпис
Нарожився в Сумах. Футболом розпочав займатися в 7-річному віці в дитячій академії харківського «Металіста». У 2009 році перебрався до академії іншого харківського клубу «Арсеналу», а в 15-річному віці перейшов до молодіжної академії донецького «Металурга». Дорослу футбольну кар'єру розпочав у «Соллі Плюс», у складі якого тричі вигравав чемпіонат Харківської області та брав участь у фінальній частині аматорському чемпіонаті України. У 2017 році харківський клуб припинив своє існування, а Ян приєднався до «Агробізнесу TSK». У своєму дебютном сезоні в сумському клубі став переможцем обласного чемпіонату та кубку області.
У 2018 році перейшов до аматорського «Альянсу», у складі якого в першому ж сезоні виграв обласний чемпіонат та кубок, а наступного року став володарем Суперкубку Сумської області. У сезоні 2018/19 років разом з клубом з Липової Долини виступав в аматорському чемпіонаті України. На професіональному рівні дебютував за «Альянс» 3 серпня 2019 року в нічийному (1:1) домашньому поєдинку 2-го туру групи «Б» Другої ліги України проти новокаховської «Енергії». Ян вийшов на поле в стартовому складі, а на 88-ій хвилині його замінив Євген Меженський. Дебютним голом у професіональному футболі відзначився 11 квітня 2020 року на 24-ій хвилині програного (2:4) домашнього поєдинку 1/4 фіналу кубку України проти «Маріуполя». Осадчий вийшов на поле в стартовому складі та відіграв увесь матч. У сезоні 2019/20 років клуб з Липової Долини посів 3-тє місце в групі Б Другої ліги та підвищився в класі. У Першій лізі України дебютував 11 вересня 2020 року в нічийному (1:1) виїзному поєдинку 2-го туру проти тернопільської «Ниви». Ян вийшов на поле на 90-ій хвилині, замінивши Євгена Меженський.